# Agencia Nacional del Espectro
La Agencia Nacional del Espectro (ANE) es una entidad colombiana que brinda atención al Ministerio de Tecnologías de la Información y Comunicaciones (MinTIC) en la planeación, atribución, vigilancia y control del espectro radioeléctrico en Colombia. Además se encarga del desarrollo de planes, programas y políticas relacionadas con su ámbito de competencia y la formación de expertos. También promueve la disponibilidad del espectro para la masificación de la banda ancha inalámbrica y busca la ampliación de la cobertura y el mejoramiento de los servicios por parte de los proveedores de redes.

## Premios y galardones
En el año 2016, la Agencia Nacional del Espectro ganó en la categoría "Mejor política de Espectro para Banda Ancha Móvil", en los Mobile Globe Awards, por la implementación del Plan Vive Digital, que permitió el crecimiento de las conexiones a internet y una mayor democratización del internet.